# Kruna
A Kruna (magyarul: Korona) Nevena Božović szerb énekes dala, amellyel Szerbiát képviselte a 2019-es Eurovíziós Dalfesztiválon, Tel-Avivban.

## Eurovíziós Dalfesztivál
A dal a 2019. március 3-án rendezett szerb nemzeti döntőben, a Beovizijában, nyerte el az indulás jogát, ahol a zsűri és a nézői szavazatok együttese alakította ki a végeredményt.
A dalt az Eurovíziós Dalfesztiválon először a május 14-i első elődöntőben adta elő, a fellépési sorrendben kilencedikként, a belarusz ZENA Like It című dala után és a belgiumi Eliot Wake Up című dala előtt. Innen 156 ponttal a hetedik helyen jutott tovább a döntőbe.
A május 18-i döntőben a fellépési sorrendben huszonharmadikként adta elő, az olasz Mahmood Soldi című dala után és a svájci Luca Hänni She Got Me című dala előtt. A szavazás során összesen 89 pontot szerzett, ami a tizennyolcadik helyet jelentette a huszonhat fős mezőnyben.
A következő szerb induló a Hurricane együttes Hasta la vista című dala lett volna a 2020-as Eurovíziós Dalfesztiválon, amelyet a Covid19-pandémia miatt nem rendeztek meg, így legközelebb a 2021-es Eurovíziós Dalfesztiválon a Hurricane együttes Loco Loco című dalával versenyzett.

## Külső hivatkozások
- Dalszöveg (szerb nyelven)